# Ламораль I де Линь
Ламораль I де Линь (фр. Lamoral I de Ligne; 19 июля 1563, Белёй — 6 февраля 1624, Брюссель) — 1-й принц де Линь, принц д’Эпинуа, князь Священной Римской империи, гранд Испании 1-го класса, военачальник и государственный деятель Испанских Нидерландов.

## Биография
Сын графа Филиппа де Линя и Маргариты де Лален, дамы де Виль и Померё. Маркиз де Рубе, граф де Фокамберг, суверен Феньёля, барон де Белёй, Антуан и Вассенар, сенешаль и маршал Эно, коннетабль и знаменосец Фландрии.
Был чрезвычайным послом при дворах Людовика XIII и Сигизмунда III, дворянином палаты Альбрехта Австрийского, членом государственного совета Альбрехта и Изабеллы, и капитаном ордонансовой роты из 50 тяжеловооруженных всадников.
Выполнял дипломатические миссии при дворе императора Рудольфа II и в Мадриде.
Военную карьеру начал в возрасте 18 лет, приняв в 1581 году участие в осадах Турне и Сен-Гислена, в войсках герцога Пармского. Участвовал в осаде Антверпена, обороне Нимвегена в 1591 году и Руана в 1594. В следующем году под командованием графа Фуэнтеса был при осадах Камбре и Шатле. В 1597 году храбро защищал Аррас, осажденный Генрихом IV. В 1602 году сопровождал эрцгерцога для оказания помощи Хертогенбосу.
В 1599 году был пожалован Филиппом III в рыцари ордена Золотого руна.
20 марта 1601 Рудольф II в Праге возвел Ламораля де Линя в достоинство имперского князя, а 2 августа 1602 природные германские князья признали возведение графства Линь в ранг княжества. Король Испании возвел Ламораля в ранг наследственного гранда 1-го класса.
В 1598 Ламораль де Линь был назначен временным губернатором Артуа, на смену Шарлю де Крою, князю де Шиме. В следующем году его сменил в этой должности Флоран де Берлемон.
29 июня 1610 принц де Линь был назначен губернатором и капитан-генералом Артуа, в 1623 году получил посты великого бальи и капитан-генерала Эно, вместо Жана де Кроя, графа де Сольра, управлявшего графством в период интерима. В должность вступить не успел, но его имя фигурирует в патенте, выданном его преемнику.

## Семья
Жена (7.09.1584): Анна-Мария де Мелён, дама де Сизуан, де Рубе и д’Антуан, бургграфиня Гента (ум. 25.07.1634), дочь Юга II де Мелёна, принца д’Эпинуа, и Иоланды де Барбансон
Дети:
- Иоланда де Линь (18.03.1585—25.08.1611), дама де Ти-ле-Шато, Блареньи, и прочее. Муж (23.10.1599): герцог Шарль-Александр де Крой (1581—1624)
- Александр (22.04.1587—07/08.1588)
- Флоран де Линь (13.08.1588—17.04.1622), принц д’Амблиз. Жена (20.04.1608): Луиза де Лоррен-Шалиньи (1595—1667), дочь Генриха Лотарингского, графа де Шалиньи, и маркизы Клод де Муа
- Анна де Линь (ум. 11.12.1651). Муж (8.10.1613): Фелипе де Кардона, маркиз де Гвадалесте (ум. 1616)
- Ламбертина де Линь (22.06.1593—14.02.1651). Муж 1): Филибер де Лабом, маркиз де Сен-Мартен-ле-Шатель (1586—1613); 2 (13.08.1613): граф Кристоф фон Эмден (1569—1636); 3 (контракт 7.02.1640): Жан-Батист де Лабом, маркиз де Сен-Мартен-ле-Шатель (1593—1641)
- Эрнестина-Иоланда де Линь (2.11.1594—4.01.1663). Муж (13.08.1610): граф Иоганн VIII цу Нассау-Зиген (1583—1638)